# Saint Paul (Antígua e Barbuda)
Saint Paul é uma paróquia de Antígua e Barbuda localizada na ilha de Antígua. Sua capital é a cidade de Nelson's Dockyard.

## População
Segundo o censo de 2018 a população de Saint Paul foi calculada em 9,004 habitantes, sendo 3,723 homens e 5,281 mulheres.

## Topografia
A paróquia de Saint Paul tem uma elevação de 80 metros.
Longitude: -61.782425
Latitude: 17.0371588